# Rödlitz
Rödlitz ist ein kleiner Ort im Landkreis Zwickau in Sachsen. Er gehört als Ortsteil zu Lichtenstein/Sa. Der derzeitige Ortsvorsteher ist Lutz Weißpflug.

## Geografie
Rödlitz liegt etwa 14 km östlich von Zwickau und zirka 27 km südwestlich von Chemnitz. Der Ort liegt am Fuß des westlichen Erzgebirges, auf einer Höhe von 350 m über NN.

## Geschichte

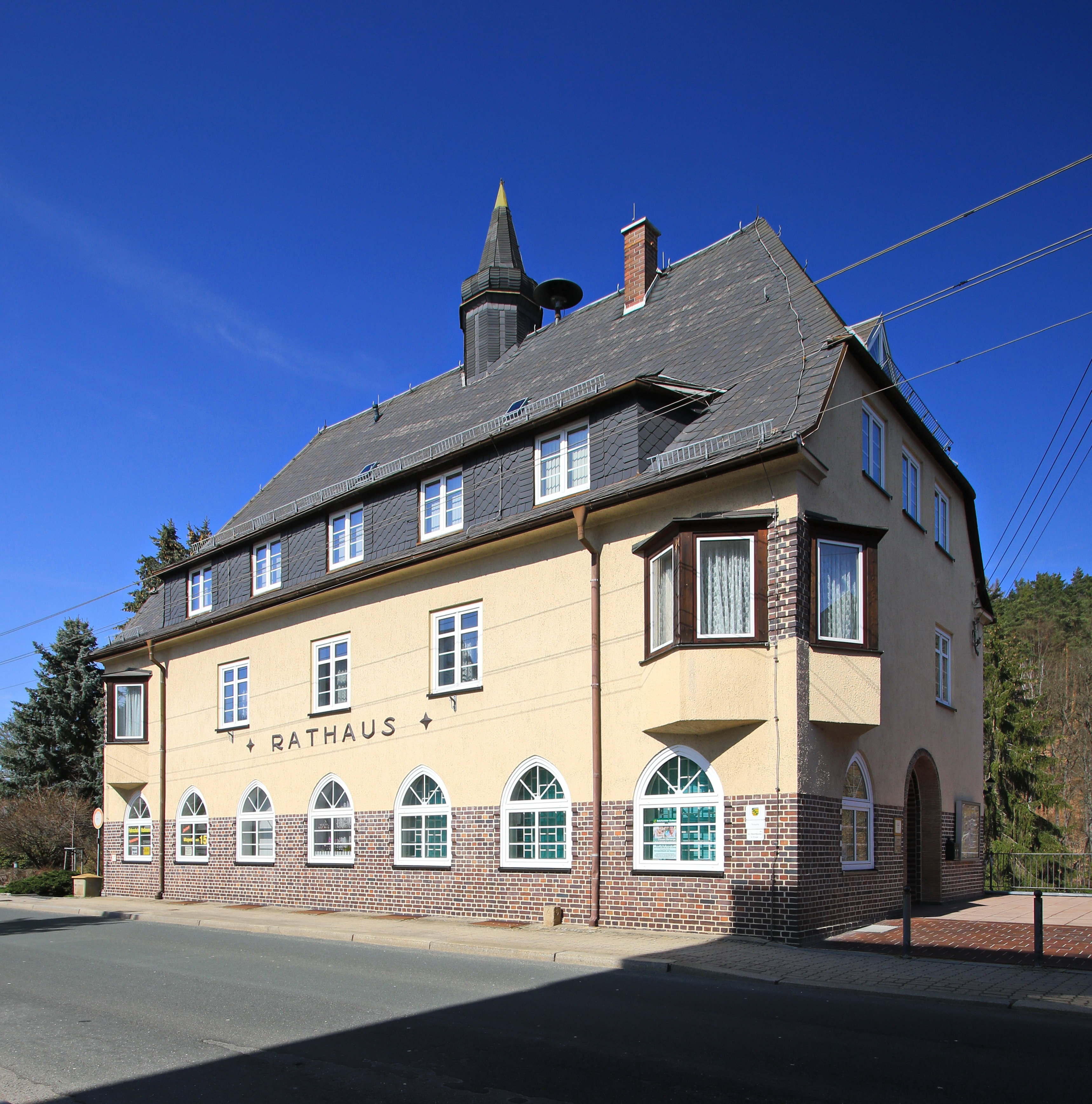
Rathaus in Rödlitz

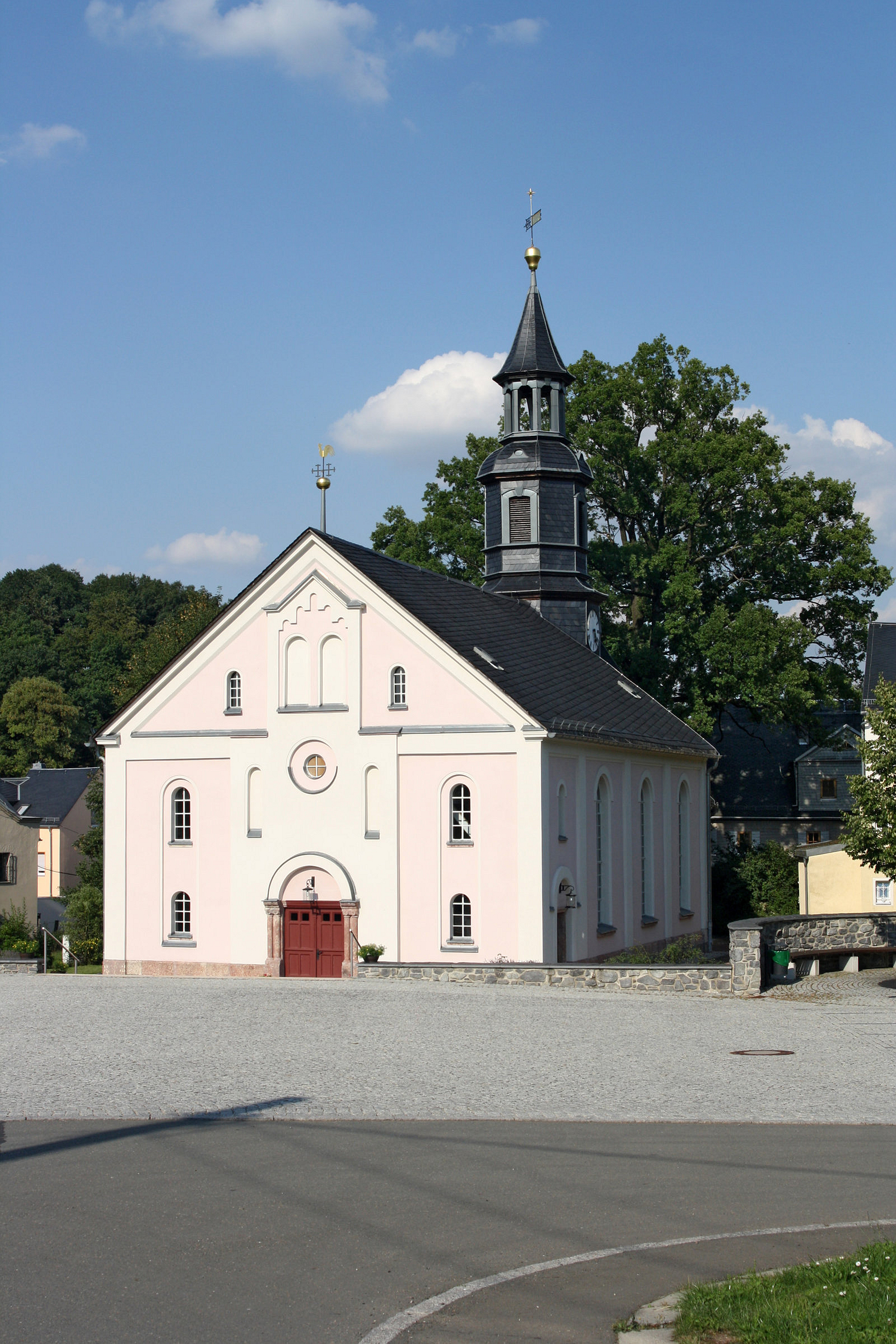
Rödlitzer Kirche

Rödlitz wurde ursprünglich als Waldhufendorf angelegt. Über die erste urkundliche Erwähnung von Rödlitz sind sich Historiker nicht einig. Einige vertreten die Auffassung, dass Rödlitz 1286 das erste Mal als Redlicz erwähnt wurde. Andere sind der Meinung, dass Rödlitz 1460 urkundlich benannt wurde.
Das wichtigste Wahrzeichen dieses Ortes ist das 1879 in Betrieb genommene Eisenbahnviadukt Rödlitzbachtal. Es ist Teil der Bahnstrecke Stollberg–St. Egidien. Diese Linie führte von St. Egidien bis nach Stollberg. Das Steinkohlerevier Hohndorf-Oelsnitz wurde mit dieser Bahnlinie erschlossen. Heute fährt auf dieser Strecke die City-Bahn. 1994 wurde Rödlitz nach Lichtenstein eingemeindet.
Seit 2002 findet jährlich in der ersten Juniwoche das Rödlitzer Dorffest statt.

## Gedenkstätten
Ein Gedenkstein an der Straßengabelung Hauptstraße/Bahnhofstraße erinnert seit 1964 an sechs kommunistische Hitlergegner, die bei der Aktion Gitter 1944 in das KZ Flossenbürg eingeliefert wurden, wo sie dort bzw. auf einem Todesmarsch nach dem KZ Dachau ermordet wurden: Max Bauer (Widerstandskämpfer), Oswin Bonitz, Otto Günther, Paul Jähn, Josef Merter und Arthur Viehweg.

## Verkehr
Rödlitz erreicht man über die Autobahnanbindungen Glauchau-Ost und Hohenstein-Ernstthal der A4 oder Hartenstein an der A72. Der Ort besitzt mit dem Haltepunkt Rödlitz-Hohndorf Bahnanbindung nach Stollberg und St. Egidien. Kurz hinter dem Haltepunkt Richtung Hohndorf befindet sich der Rödlitzer Viadukt.

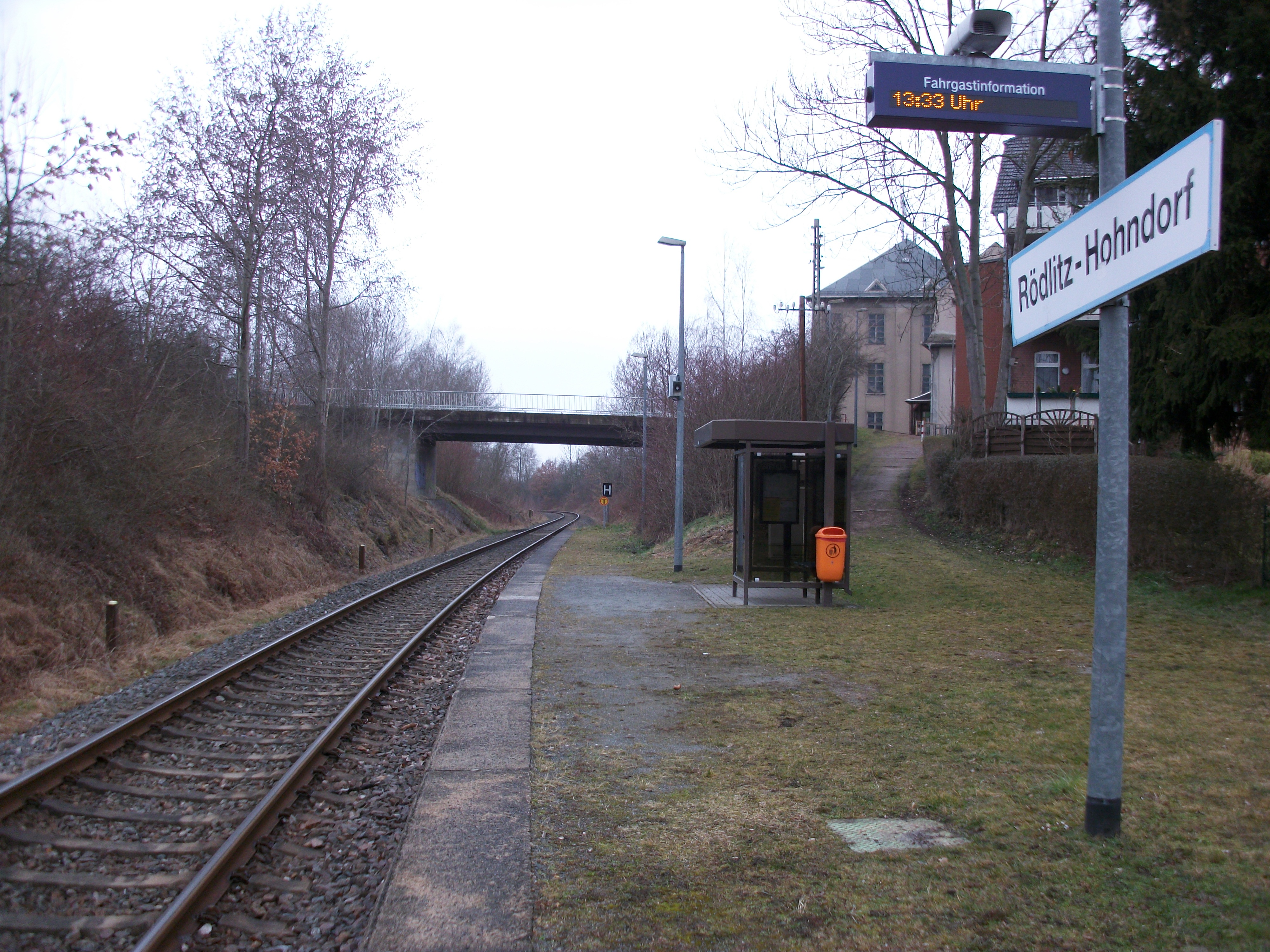
Haltepunkt Rödlitz-Hohndorf (2016)
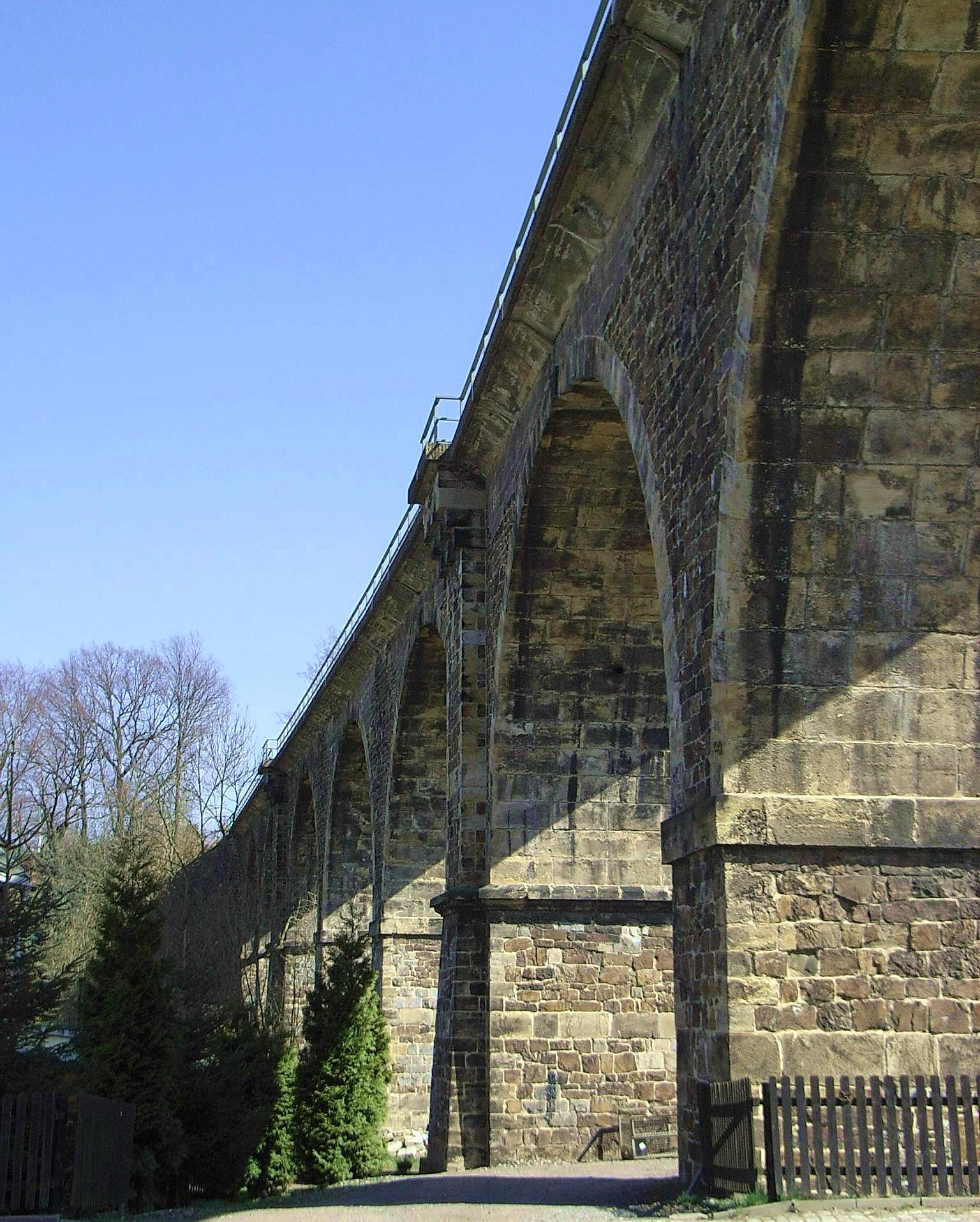
Nordseite des Rödlitzer Viadukts
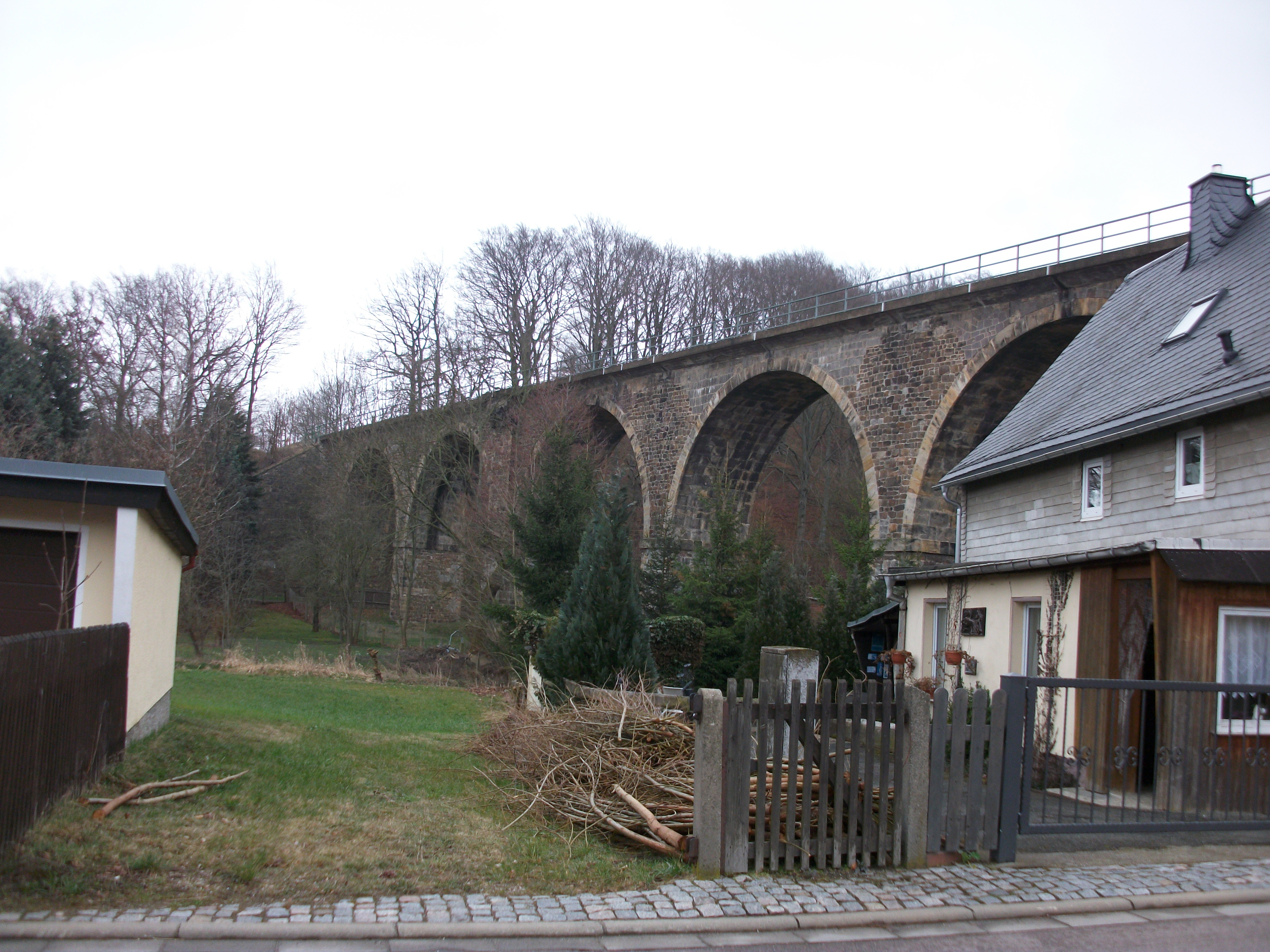
Eisenbahnviadukt in Rödlitz (2016)
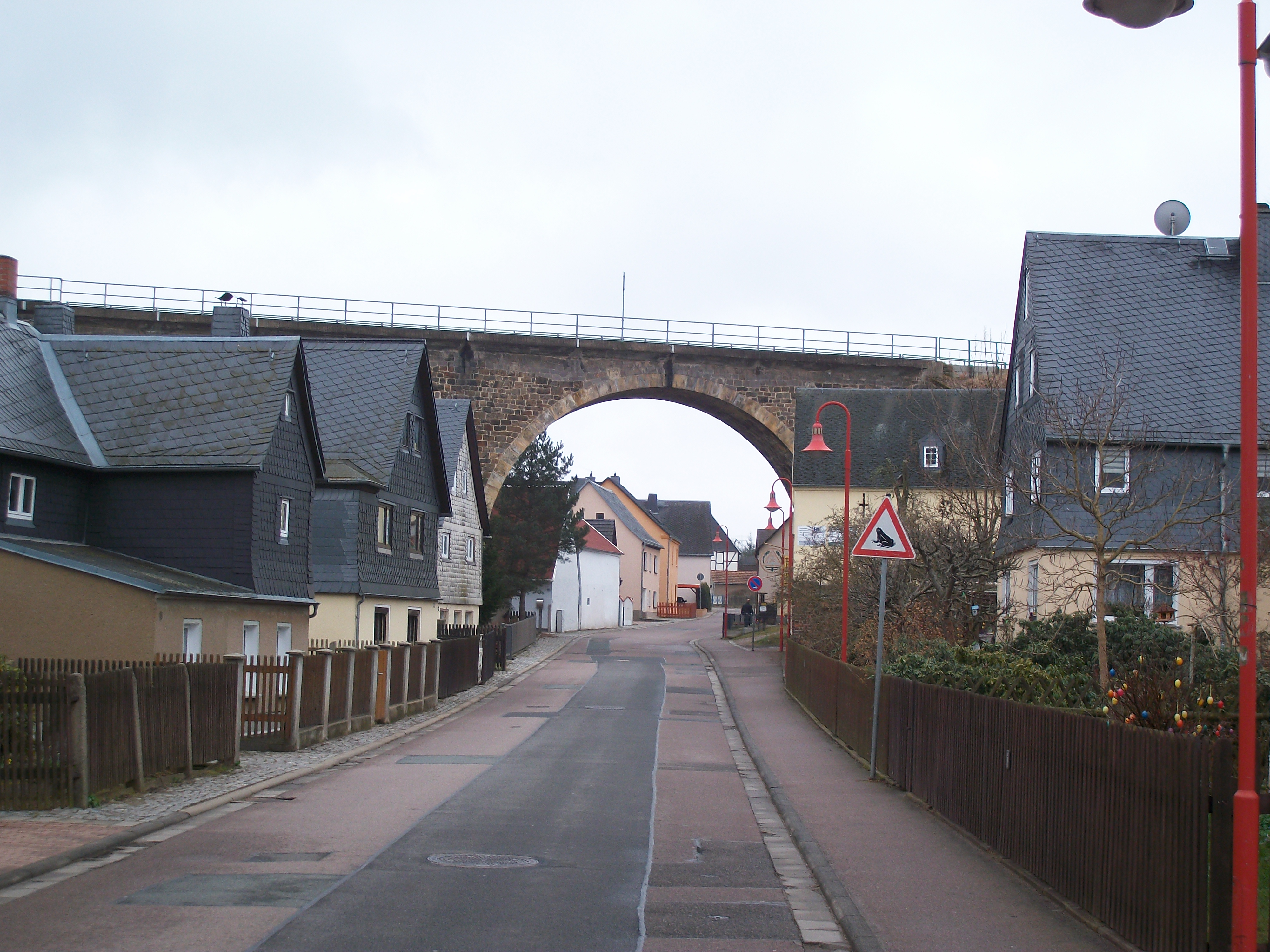
Eisenbahnviadukt über der Dorfstraße von Rödlitz (2016)

## Persönlichkeiten

### Söhne und Töchter des Ortes
- Arno Wetzel (* 23. April 1890; † 19. November 1977), Zoologe und Hochschullehrer
- Kurt Helbig (* 28. Juni 1901 in Rödlitz; † 30. Januar 1975 in Plauen), Gewichtheber
- Fritz Thost (1905–1974), Lehrer, Zeichner und Schnitzer
- Gerhard Böhm (1920–1993), Politiker (SPD), Mitglied des Abgeordnetenhauses von Berlin
- Frank Sorge (* 1947), Fußballspieler